# Véronique Augereau
Pour les articles homonymes, voir Augereau.
Véronique Augereau est une actrice française spécialisée dans le doublage. Elle est notamment la voix française régulière de Leslie Hope, Catherine Dent, Rene Russo, Brooke Smith, Annabeth Gish, Linda Hamilton, Jamie Lee Curtis, Amy Brenneman, Jessica Tuck et Marcia Gay Harden. Ainsi que la voix récurrente d'Alexandra Paul,  Carmen Maura et Joan Allen.
Au sein de l'animation, elle est notamment la voix de Marge Simpson, Patty et Selma Bouvier et Jackie Bouvier dans la série Les Simpson depuis 1989. Elle est également la voix de Lois Lane dans la majorité de ses apparitions dans les œuvres DC Comics depuis 1996 ainsi que celle de Ma Dalton dans Les Nouvelles Aventures de Lucky Luke.
Présente dans de nombreux jeux vidéo, elle est notamment la voix de Valerica dans l'extension The Elder Scrolls V: Dawnguard, d'Augustine dans les jeux Infamous, Katherine Marlowe dans Uncharted 3: L'Illusion de Drake et plus récemment celle de Breanna Ashworth dans Dishonored 2 et Sara Elazar dans Prey.

## Biographie
Formée au conservatoire de Rouen, au cours Florent et à l'Ensatt, elle rencontre sur le plateau de doublage de la série télévisée Les Simpson le comédien Philippe Peythieu, avec qui elle aura un enfant en 1993 prénommé Lou. Elle se marie avec Philippe Peythieu en 2001. 
Elle est également  la voix française régulière de Rene Russo, Jamie Lee Curtis, Marcia Gay Harden, Alexandra Paul, Joan Allen, Annabeth Gish, Leslie Hope et Linda Hamilton depuis Terminator 2. 
En animation, outre Marge Simpson, Patty et Selma Bouvier dans Les Simpson, elle a également prêté sa voix à Catwoman et Poison Ivy dans la série Batman, ainsi qu'à Lois Lane dans la majorité des séries et films d'animation de la franchise Superman.

## Filmographie
- 2007 : Steak de Quentin Dupieux : Mère de Blaise
- 2013 : Being Homer Simpson d'Arnaud Demanche : elle-même
- 2023 : Retour à la case mémoire d'Hugo Mathias et Adrien Bouquier : Émilie

## Théâtre
- 2022 :  Après le chaos, texte d’Élisabeth Gentet-Ravasco, mise en scène de Stéphane Daurat à la Manufacture des Abbesses, du 27 février au 6 avril 2022.

## Doublage
Note : Les dates avant 1989 (en italique) indiquent les sorties initiales des films pour lesquels Véronique Augereau a participé aux redoublages ou sorties tardives et non aux doublages originaux.

### Cinéma

#### Films
- Rene Russo dans :
  - L'Arme fatale 3 (1992) : Lorna Cole
  - Alerte ! (1995) : Robby Keough
  - Get Shorty (1995) : Karen Flores
  - Tin Cup (1996) : Dr Molly Griswold
  - L'Arme fatale 4 (1998) : Lorna Cole
  - Thomas Crown (1999) : Catherine Olds Banning
  - Les Aventures de Rocky et Bullwinkle (2000) : Natasha Fatale
  - Showtime (2002) : Chase Renzi
  - Two for the Money (2005) : Toni Morrow
  - Une famille 2 en 1 (2005) : Helen North
  - Thor (2011) : Frigga
  - Thor : Le Monde des ténèbres (2013) : Frigga
  - Night Call (2014) : Nina
  - Le Nouveau Stagiaire (2015) : Fiona
  - Velvet Buzzsaw (2019) : Rhodora Haze
  - Avengers: Endgame (2019) : Frigga
- Jamie Lee Curtis dans :
  - Blue Steel (1990) : Megan Turner
  - Forever Young (1992) : Claire Cooper
  - True Lies (1994) : Helen Tasker
  - Freaky Friday : Dans la peau de ma mère (2003) : Tess Coleman
  - Un Noël de folie ! (2004) : Nora Krank
  - Le Chihuahua de Beverly Hills (2008) : tante Vivian
  - Veronica Mars, le film (2014) : Gayle Buckley
  - À couteaux tirés (2019) : Linda Drysdale
  - Everything Everywhere All at Once (2022) : Deirdre Beaubeirdra
  - Le Manoir hanté (2023) : Mme Leota
  - Borderlands (2024) : Dr Patricia Tannis
  - Freaky Friday 2 : Encore dans la peau de ma mère (2025) : Tess Coleman
- Joan Allen dans :
  - Manipulations (2000) : Carol
  - La Mort dans la peau (2004) : Pamela Landy
  - Bonneville (en) (2006) : Carol
  - La Vengeance dans la peau (2007) : Pamela Landy
  - Course à la mort (2008) : Hennessy
  - Jason Bourne : L'Héritage (2012) : Pam Landy
  - Room (2015) : Nancy Newsome
- Carmen Maura dans :
  - La Loi du désir (1987) : Tina Quintero
  - Femmes au bord de la crise de nerfs (1988) : Pepa
  - Mes chers voisins (2000) : Julia
  - 800 Balles (2002) : Laura, la mère de Carlos
  - Une catastrophe n'arrive jamais seule (es) (2019) : Angela
  - Rainbow (es) (2022) : Coco Cabrera
- Marcia Gay Harden dans :
  - 4 New-yorkaises (1992) : Norma
  - Pollock (2000) : Lee Krasner
  - Bliss (2009) : Brooke Cavendar
  - Point Blank (2019) : l'inspecteur Régina Lewis
  - Moxie (2021) : la principale Shelly
- Allison Janney dans :
  - L'Objet de mon affection (1998) : Constance Miller
  - Away We Go (2009) : Lily
  - Moi, Tonya (2017) : LaVona Fay Golden
  - Breaking News in Yuba County (2021) : Sue Buttons
  - L'Ombre d'Emily 2 (2025) : Linda McLanden
- Linda Hamilton dans :
  - Terminator 2 : Le Jugement dernier (1991) : Sarah Connor
  - Le Pic de Dante (1997) : Rachel Wando
  - Terminator Renaissance (2009) : Sarah Connor (voix)
  - Terminator: Dark Fate (2019) : Sarah Connor
- Isabella Rossellini dans :
  - La mort vous va si bien (1992) : Lisle Von Rhoman
  - Ludwig van B. (1994) : Anna Marie Erdödy
  - Marcel le coquillage (avec ses chaussures) (2021[n 1]) : Connie (voix)
  - Cat Person (2023) : Enid Zabala
- Alexandra Paul dans :
  - Commando express (1993) : Sabrina Carver
  - Face au tueur (2001) : Olivia McCleary
  - Rencontre en ligne (2010) : Tori Winters
- Amy Brenneman dans : 
  - Lettre ouverte à Jane Austen (2007) : Sylvia Avila
  - Lessons in Love (2013) : Elspeth
  - Sweet Girl (2021) : Diana Morgan
- Annabeth Gish dans :
  - Le Chaperon (2011) : Lynne
  - Killint Fields (2011) : Gwen Heigh
  - Little Dixie (de) (2023) : Billie Riggs
- Sarah Douglas dans :
  - A Christmas Prince (2017) : Mme Averill
  - A Christmas Prince: The Royal Wedding (2018) : Mme Averill
  - A Christmas Prince: The Royal Baby (2019) : Mme Averill
- Judith Light dans :
  - Tick, Tick... Boom! (2021) : Rosa Stevens
  - Le Menu (2022) : Anne Liebbrandt
  - Le Silence de Mélodie (2024) : Mme V.
- Julia Louis-Dreyfus dans :
  - Black Widow (2021) : Valentina Allegra de Fontaine (scène post-générique)
  - Black Panther: Wakanda Forever (2022) : Valentina Allegra de Fontaine
  - Thunderbolts* (2025) : Valentina Allegra de Fontaine
- Faye Dunaway dans :
  - La Tour infernale (1974[n 2]) : Susan Franklin
  - Supergirl (1984[n 3]) : Selena
- Marcia Strassman dans :
  - Chérie, j'ai rétréci les gosses (1989) : Diane Szalinski
  - Chérie, j'ai agrandi le bébé (1992) : Diane Szalinski
- Brooke Smith dans :
  - To the Bone (2017) : Olive
  - Les Potes (2018) : Lorraine
- Sia dans :
  - Pierre Lapin (2018) : Madame Piquedru (voix)
  - Pierre Lapin 2 : Panique en ville (2021) : Madame Piquedru (voix)
- Tig Notaro dans :
  - Lucy in the Sky (2019) : Kate Mounier
  - Music (2021) : la présentatrice télé
- Talia Balsam dans :
  - À quel prix ? (2021) : Dede Feinberg
  - Master (2022) : Diandra
- Olwen Fouéré dans :
  - Zone 414 (en) (2021) : Royale
  - Les Guetteurs (2024) : Madeline
- Harriet Walter dans :
  - Ton Noël ou le mien ? (en) (2022) : Iris
  - Unis même après la mort (en) (2024) : Amanda

- 1941 : L'Homme de la rue : Ann Mitchell (Barbara Stanwyck)
- 1975[n 4] : Les Dents de la mer : Ellen Brody (Lorraine Gary)
- 1978 : Le Maître chinois : la tante de Fei-Hung (Linda Lin)
- 1982[n 5] : Blade Runner : voix annonçant l'arrivée de Léon [Qui ?]
- 1984[n 6] : Il était une fois en Amérique : Carol (Tuesday Weld)
- 1988 : Cocoon, le retour : Sara (Courteney Cox)
- 1988 : Les Feux de la nuit : Elaine (Kelly Lynch)
- 1989 : Retour vers le futur 2 : la vendeuse du magasin d'antiquité en 2015 (Judy Ovitz)
- 1989 : MAL : Mutant aquatique en liberté : Joyce Collins (Nancy Everhard (en))
- 1989 : Haute Sécurité : Melissa (Darlanne Fluegel)
- 1989 : Fatal Games : Pauline Fleming (Penelope Milford)
- 1990 : Arachnophobie : Molly Jennings (Harley Jane Kozak)
- 1990 : Total Recall : Melina (Rachel Ticotin)
- 1990 : Gremlins 2 : La Nouvelle Génération : la journaliste TV devant le building (Heidi Kempf) et Greta la Gremlin (voix)
- 1990 : Attache-moi ! : la dealeuse (Rossy de Palma)
- 1991 : Le Père de la mariée : Nina Banks (Diane Keaton)
- 1991 : JFK : Susie Cox (Laurie Metcalf)
- 1992 : Basic Instinct : Hazel Dobkins (Dorothy Malone)
- 1992 : Sidekicks : Noreen Chan (Julia Nickson-Soul)
- 1992 : Avril enchanté : Caroline Dester (Polly Walker)
- 1992 : Impitoyable : Delilah Fitzgerald (Anna Thomson)
- 1992 : Beethoven : Brie (Patricia Heaton)
- 1992 : Les Blancs ne savent pas sauter : Rhonda Deane (Tyra Ferrell)
- 1993 : Le Fugitif : Dr Kathy Wahlund (Jane Lynch)
- 1993 : La Liste de Schindler : Mila Pfefferberg (Adi Nitzan
- 1993 : Tina : Leanne (Pamela Tyson)
- 1994 : Deux doigts sur la gâchette : Bennett (Sally Kirkland)
- 1994 : Police Academy : Mission à Moscou : Nancy, la journaliste (Pamela Guest)
- 1995 : Rudy : Almut Gutzkow, la mère (Iris Berben)
- 1995 : Le Patchwork de la vie : Constance (Kate Nelligan)
- 1995 : Jade : Karen Heller (Donna Murphy)
- 1997 : Titanic : Tracy, la présentatrice TV (Diana Morgan)
- 1997 : Chérie, nous avons été rétrécis : Diane Szalinski (Eve Gordon)
- 2000 : À l'aube du sixième jour : la journaliste sportive (Claudine Grant)
- 2001 : Les Autres : Mme Marlish (Michelle Fairley)
- 2002 : Impostor : Maya Olham (Madeleine Stowe)
- 2002 : Hyper Noël : Laura Calvin Miller (Wendy Crewson)
- 2005 : Mémoires d'une geisha : Mameha (Michelle Yeoh)
- 2005 : BloodRayne : la diseuse de bonne aventure (Geraldine Chaplin)
- 2005 : Génération Rx : Mme Parker (Caroline Goodall)
- 2006 : Click : Télécommandez votre vie : Trudy Newman (Julie Kavner)
- 2007 : Alpha Dog : Tiffany Hartunian (Alex Kingston)
- 2007 : Alvin et les Chipmunks 2 : la directrice Rubin (Wendie Malick)
- 2007 : L'Orphelinat : Laura (Belén Rueda)
- 2007 : Harry Potter et l'Ordre du Phénix : Amelia Bones (Sian Thomas)
- 2009 : Whatever Works : Jessica (Carolyn McCormick (en))
- 2010 : Le Chihuahua de Beverly Hills 2 : la tante Vivian (Susan Blakely)
- 2011 : The Ward : L'Hôpital de la terreur : l'infirmière Lundt (Susanna Burney)
- 2012 : The Secret : Mme Johnson (Colleen Wheeler)
- 2012 : Argo : Nina (Adrienne Barbeau)
- 2012 : LOL USA : la mère d'Emily (Nora Dunn)
- 2014 : Gone Girl : Marybeth Elliott, la mère d'Amy (Lisa Banes)
- 2014 : Christina Noble : Mme Linh (Nhu Quynh Nguyen Linh)
- 2015 : Crimson Peak : Mme McMichael (Leslie Hope)
- 2015 : Ted 2 : l'agent d'adoption (Nana Visitor)
- 2016 : SOS Fantômes : l'adjointe au maire (Cecily Strong)
- 2017 : XXX: Reactivated : Jane Marke (Toni Collette)
- 2017 : Undercover Grandpa (en) : Maddy Harcourt (Jessica Walter)
- 2019 : Charlie's Angels : Fatima Ahmed (Marie-Lou Sellem)
- 2019 : Corporate Animals : Gloria (Martha Kelly (en))
- 2020 : French Exit : Joan (Susan Coyne (en))
- 2021 : Bingo Hell (en) : Lupita (Adriana Barraza)
- 2021 : Que souffle la romance : Carole (Kathy Najimy)
- 2021 : The Execution (en) : Grigorieva (Elena Morozova)
- 2022 : Mort sur le Nil : Marie Van Schuyler (Jennifer Saunders)
- 2022 : Une amie au poil : le sergent Amanda Grinnell (Eileen Pedde (en))
- 2022 : Le Téléphone de M. Harrigan : Edna Grogan (Peggy J. Scott)
- 2022 : Base secrète : Mme Squint (Dayna Beilenson)
- 2022 : Troll : la première ministre Berit Moberg (Anneke von der Lippe)
- 2024 : Sexy Maddalena (it) : Grazia (Angela Finocchiaro)
- 2024 : Apocalypse Z : Le début de la fin : Gabriela (Amalia Gómez)
- 2024 : Le Train des enfants : maîtresse Ferrari (Beatrice Schiros (it))
- 2024 : Nightbitch : Norma (Jessica Harper)

#### Films d'animation
- 2000 : Joseph, le roi des rêves : Zuleika
- 2002 : La Barbe du roi : Maddie
- 2003 : Des rois qui voulaient plus qu'une couronne
- 2004 : La ferme se rebelle : Annie
- 2006 : Superman: Brainiac Attacks : Lois Lane[2]
- 2006 : Franklin et le Trésor du lac : Mme Faucon
- 2007 : Les Simpson, le film : Marge, Selma, Patty et Jackie
- 2007 : Superman : Le Crépuscule d'un dieu : Lois Lane
- 2008 : La Ligue des justiciers : Nouvelle Frontière : Lois Lane
- 2011 : Electroshock : la grand-mère (court-métrage)
- 2012 : Cendrillon au Far West : Harmony
- 2012 : La Ligue des justiciers : Échec : Lois Lane
- 2012 : Superman contre l'Élite : Lois Lane
- 2013 : Superman contre Brainiac : Lois Lane
- 2013 : La Ligue des justiciers : Le Paradoxe Flashpoint : Lois Lane, Nora Allen et Doris
- 2015 : La Ligue des justiciers : Le Trône de l'Atlantide : Lois Lane
- 2015 : La Ligue des justiciers : Dieux et Monstres : Lois Lane
- 2015 : Lego DC Comics Super Heroes - La Ligue des justiciers : L'Attaque de la Légion maudite : Lois Lane
- 2016 : Le Petit Dinosaure : L'Expédition héroïque : Grand-mère Long Cou
- 2017 : Capitaine Superslip : Mme Rouille
- 2018 : Lego DC Super Heroes: Aquaman : Lois Lane
- 2018 : La Mort de Superman : Lois Lane
- 2018 : Les Lèvres gercées : la mère (court-métrage)
- 2019 : Le Règne des Supermen : Lois Lane
- 2019 : Batman : Silence : Lois Lane
- 2020 : Superman: Red Son : Lois Lane
- 2020 : Justice League Dark: Apokolips War : Lois Lane
- 2020 : Superman : L'Homme de demain : Lois Lane
- 2021 : Hansel et Gretel, agents secrets : Ilvira
- 2021 : Le Tour du monde en quatre-vingts jours : Mom
- 2021 : Injustice : Lois Lane

### Télévision

#### Téléfilms
- Alexandra Paul dans :
  - Éternelle Vengeance (1999) : Laura Underwood
  - Exposure (2001) : Jackie Steerman
  - L'Amour en partage (2001) : Jill Amorosa
  - Le Journal d'un obsédé sexuel (2001) : Katherine
  - Libre d'aimer (2002) : Audrey Powell
  - Une femme aux abois (2003) : Lainie Wheeler
  - Alerte à Malibu : Mariage à Hawaï (2003) : Allison Ford
  - Saving Emily (2004) : Cheryl
  - Terrain hostile (2005) : Emma Decker
  - Tentation troublante (2006) : Emily Wendell
  - Séquestration (2006) : Samantha Reed
  - Une vie brisée (2007) : Allison
  - Rendez-vous meurtrier (2008) : Stacy
  - La Vengeance d'une sœur (2009) : Katherine
  - L'Aventure de Noël (2009) : Christine Johnson
  - Un petit chien pour Noël (2011) : Winnie
  - La Vidéo de la honte (2011) : Michelle Ross
  - Rendez-vous à Noël (2012) : Eve Reed
  - Firequake (2014) : Dr Eve Carter
  - Flirt avec le danger (2015) : l'inspecteur Kathy Schumaker
  - Ton bébé m'appartient (2017) : l'inspecteur Janice Breuer
  - Ma fille, rattrapée par son passé (2020) : Sandy Stewart
- Linda Hamilton dans :
  - Sur la corde raide (1997) : Jean Martin
  - Le Chemin de l'espoir (en) (1998) : Rachel Harrison
  - L'Art de séduire (en) (2000) : Joanna Scott
  - Le Souvenir en héritage (2001) : Liz Donovan
  - Affaires de femmes (2001) : Rachel Logan
  - Silent Night (en) (2002) : Elisabeth Vincken
  - Air Force One ne répond plus (2012) : Harriet Rowntree
  - Les Obstacles de la vie (de) (2016) : Mme Walden
- Leslie Hope dans :
  - L'Incroyable Madame Richie (en) (2003) : Joan
  - Un amour inattendu (2003) : Kate Meyers
  - Intime Danger (2007) : Bonnie
  - Pluie acide (2008) : Carol Grey
  - Jesse Stone : L'Enfant disparu (2009) : le lieutenant Sidney Greenstreet
  - Péchés de jeunesse (2010) : l'inspecteur Sharon Geary
  - Jesse Stone : L'Éventreur de Boston (2015) : le lieutenant Sidney Greenstreet
- Annabeth Gish dans  :
  - Amour impossible (2004) : Denise Di Fiori
  - Le Tueur du jugement dernier (en) (2005) : Cynthia Ernst
  - Désolation (2006) : Mary Jackson
  - Patricia Cornwell : Tolérance zéro (2010) : l'inspecteur Delma Sykes
  - Mauvaise Influence (2012) : Maddie Stewart
- Catherine Dent dans :
  - Mauvais Fils (2007) : Ronnie McAdams
  - Natalee Holloway : La Détresse d'une mère (2009) : Carol
  - L'Intouchable Drew Peterson (2012) : Karen Chojnacki
  - L'Écho du mensonge (2014) : Melanie Scott
- Kim Delaney dans :
  - Intime trahison (2001) : le lieutenant Kate Timmons
  - Vous avez un message : Un héritage inattendu (2017) : Kim Kellser
- Carolyn McCormick (en) dans :
  - Je sais ce que tu m'as fait (2020) : Celeste Johnson
  - Un mensonge en héritage (2020) : Grace
- Jennifer Higgin dans :
  - VC Andrews, la saga Cutler: Les secrets de l'aube (2023) : Emily Booth
  - VC Andrews, la saga Cutler : L'enfant du crépuscule (2023) : Emily Booth

- 1989 : L'Homme au complet marron : Anne Beddingfeld (Stephanie Zimbalist)
- 1997 : Cavale sans retour : Roberta Dempsey (Mary Page Keller)
- 2001 : Les Brumes d'Avalon : Morgause (Joan Allen)
- 2003 : À nous de jouer (en) : Mme Klein (Sheila McCarthy)
- 2007 : Mon bébé a disparu : Lynne / Nicole (Ellie Harvie (en))
- 2011 : Face à ma sœur jumelle : Tricia (Kyle Richards)
- 2012 : La Tour : Barbara Rohde (Steffi Kühnert)
- 2014 : Warren Jeffs : Le Gourou polygame : Janine Jeffs (Molly Parker)
- 2016 : Une amitié contre les préjugés : Clara (Kerry Cahill)
- 2016 : Retour vers le passé : Carol Sinclair (Susan Blakely)
- 2017 : Je ne me tairai pas : Frau Schröder (Barbara Philipp)
- 2018 : La reine du crime présente : L'Affaire Florence Nightingale (en) : Mabel (Pippa Haywood)
- 2019 : Abandonnée à 13 ans : Gwen Ford (Kim Hawthorne (en))
- 2020 : Amy Thompson, le combat d'une mère : Suzanne (Kirstie Alley)
- 2020 : Amour, duel et pâtisserie : Mme McIntyre (Gwynyth Walsh)
- 2020 : Amoureux pour toujours : Vanessa Perry (Bebe Neuwirth)
- 2021 : Entretien avec un manipulateur narcissique : Katy (Penny H Wilson)
- 2021 : Une faute à pardonner : Angela (Vivian Norman)
- 2021 : Un Noël pour deux : Retour à la maison : Debbie (Anna Holbrook (en))
- 2022 : Sur les traces de ma jumelle : l'inspecteur Nichols (Carolyn Hennesy (en))
- 2022 : La Fable magique de Noël : Mildred (Patti Allan)

#### Séries télévisées
- Leslie Hope dans :
  - 24 Heures chrono (2001-2002) : Teri Bauer (saison 1)
  - Line of Fire (2003-2005) : Lisa Cohen (13 épisodes)
  - Dr House (2005) : Victoria Madsen (saison 1, épisode 10)
  - Commander in Chief (2005-2006) : Melanie Blackston (4 épisodes)
  - Runaway (2006) : Lily Rader (9 épisodes)
  - Mentalist (2008-2010) : Kristina Frye (4 épisodes)
  - Off the Map : Urgences au bout du monde (2011) : Bridget Clemmons (épisode 1)
  - Castle (2012) : Gwenn Harwin (saison 5, épisode 9)
  - The River (2012) : Tess Cole (8 épisodes)
  - Revolution (2013) : le président Kelly Foster (saison 1)
  - NCIS : Enquêtes spéciales (2013-2016) : la secrétaire de la NAVY Sarah Porter (6 épisodes)
  - The Strain (2014) : Joan Luss (saison 1)
  - Tyrant (2014-2016) : Lea Exley (10 épisodes)
  - Blue Bloods (2015) : Anne Farrell (saison 5, épisodes 19 et 20)
  - Aftermath (en) (2016) : Dr Gloria Douglas (épisode 6)
  - Les Enquêtes de Murdoch (2016) : Elizabeth Cummersworth / Elizabeth Pym (saison 9, épisode 13)
  - Suits : Avocats sur mesure (2016-2017) : Anita Gibbs (9 épisodes)
  - Grey's Anatomy : Station 19 (2018) : la chef Frankel (saison 1)
- Catherine Dent dans :
  - The Shield (2002-2008) : Danielle « Danny » Sofer (84 épisodes)
  - FBI : Portés disparus (2007) : Lindsay Bynum (saison 6, épisode 9)
  - Terminator : Les Chroniques de Sarah Connor (2008) : l'agent Greta Simpson (saison 1)
  - Esprits criminels (2009) : Ellen Daniels (saison 4, épisode 16)
  - Ghost Whisperer (2010) : Laura Bradley (saison 5, épisode 19)
  - The Closer : L.A. enquêtes prioritaires (2010) : Melissa Disken (saison 6, épisode 2)
  - Lie to Me (2010) : Faye Sheridan (saison 2, épisode 19)
  - NCIS : Enquêtes spéciales (2010) : l'agent spécial Whitney Sharp (saison 8, épisodes 8 et 9)
  - Breakout Kings (2011) : Paula Berry (saison 1, épisode 11)
  - Touch (2012) : Abigail Kelsey (saison 1)
  - Leverage (2012) : Ellen Casey (saison 5, épisode 15)
  - Castle (2013) : Beth Tanner (saison 5, épisode 23)
  - Rake (2014) : la juge Dupre (épisode 2)
  - Gang Related (2014) : Joyce Ellis (6 épisodes)
  - The Player (2015) : Barbara Lee (épisode 7)
  - Chance (2017) : Cynthia Atkinson (saison 2, épisode 4)
  - Arrow (2018) : Alexa Van Owen (saison 6, épisode 21)
  - Magnum (2019) : Georgia Preston (saison 2, épisode 7)
- Brooke Smith dans :
  - Grey's Anatomy (2006-2008) : Dr Erica Hahn (25 épisodes)
  - Preuve à l'appui (2007) : Dr Kate Switzer (saison 6)
  - Weeds (2007) : Valerie Scottson (saison 3)
  - Esprits criminels (2010) : Barbara Lynch (saison 5, épisode 16)
  - New York, unité spéciale (2012) : Delia Wilson (3 épisodes)
  - American Horror Story (2012) : Dr Gardner (saison 2, épisode 9)
  - Ray Donovan (2013-2015) : Frances (13 épisodes)
  - Harry Bosch (2017) : le capitaine Ellen Lewis (saison 3)
  - Bates Motel (2017) : le shérif Jane Greene (saison 5)
  - Supergirl (2018) : Jacqueline Nimball (saison 3, épisode 14)
  - Chicago Med (2018) : Amber Young (saison 4, épisode 9)
  - Projet Blue Book (2019) : Sara Downing (épisode 2)
  - The Good Fight (2019) : Zelda Raye (saison 3, épisode 6)
  - Unbelievable (2019) : Dara Kaplan (mini-série)
  - Big Sky (2020-2021) : Merilee Legarski (saison 1)
  - FBI Promotion 2009 (2023) : l'agent spécial Drew (mini-série)
- Marcia Gay Harden dans :
  - Damages (2009) : Claire Maddox (saison 2)
  - Royal Pains (2010) : Dr Elizabeth Blair (saison 2)
  - New York, unité spéciale (2010 / 2013) : l'agent du FBI Dana Lewis (2e voix - saison 12, épisode 8 et saison 14, épisode 4)
  - Body of Proof (2012) : Sheila Temple (saison 2, épisode 13)
  - Murder (2015) : Hannah Keating (saison 1)
  - Code Black (2015-2018) : Dr Leanne Rorish (47 épisodes)
  - Reef Break (2019) : Betty Ann Miller (épisode 9)
  - The Morning Show (2019-2021) : Maggie Brener (9 épisodes)
  - A Million Little Things (2020) : Alice Mendez (saison 2, épisode 12)
  - Uncoupled (2022) : Claire Lewis (saison 1)
  - So Help Me Todd (en) (2022-2024) : Margaret (31 épisodes)
- Amy Brenneman dans :
  - Amy (1999-2005) : la juge Amy Gray (138 épisodes)
  - Grey's Anatomy (2007) : Dr Violet Turner (saison 3, épisodes 22 et 23)
  - Private Practice (2007-2013) : Dr Violet Turner (111 épisodes)
  - The Leftovers (2014-2017) : Laurie Garvey (28 épisodes)
  - Veep (2017) : Regina Pell (saison 6, épisode 2)
  - Goliath (2019) : Diana Blackwood (saison 3)
  - Tell Me Your Secrets (2021) : Mary Barlow (10 épisodes)
  - The Old Man (2022) : Zoe (6 épisodes)
- Annabeth Gish dans :
  - X-Files : Aux frontières du réel (2001-2018) : l'agent spécial Monica Reyes (26 épisodes)
  - Lie to Me (2011) : Ilene Clark (saison 3, épisode 11)
  - Against the Wall (2011) : la chef Julie Carmen (épisode 2)
  - Parks and Recreation (2013) : Stephanie Wyatt (saison 5, épisode 17)
  - Sons of Anarchy (2014) : le shérif Althea Jarry (saison 7)
  - Scandal (2016) : Lillian Forrester (saison 5)
  - Rizzoli and Isles (2016) : Alice Sands (4 épisodes)
  - New York, unité spéciale (2017) : Carolyn Rivers (saison 19, épisode 3)
- Jessica Tuck dans :
  - Saving Grace (2008-2010) : Paige Hanadarko (2e voix, saisons 2 et 3)
  - Big Love (2009) : Patty O'Hare (saison 3, épisode 1)
  - Flashforward (2009) : l'agent Levy (épisode 9)
  - US Marshals : Protection de témoins (2010) : Cindy Anderson (saison 3, épisode 12)
  - The Defenders (2010) : Susan Harper (épisode 5)
  - Criminal Minds: Suspect Behavior (2011) : Amy Wheeler (épisode 4)
  - Stalker (2014) : Andrea Brown (épisode 6)
- Kim Delaney dans :
  - New York Police Blues (1995-2003) : l'inspecteur Diane Russell (137 épisodes)
  - Les Experts : Miami (2002) : Meggan Donner (saison 1)
  - New York, unité spéciale (2007) : Julia Millfield (saison 8, épisodes 16 et 19)
  - American Wives (2007-2012) : Claudia Joy Holden (104 épisodes)
  - Chicago Fire (2018-2022) : Jennifer Sheridan (4 épisodes)
- Jamie Lee Curtis dans : 
  - NCIS : Enquêtes spéciales (2012) : Dr Samantha Ryan (saison 9)
  - New Girl (2012-2018) : Joan Day (6 épisodes)
  - Scream Queens (2015-2016) : la doyenne Cathy Munsch (23 épisodes)
  - The Bear (2023) : Donna Berzatto (saison 2, épisodes 6 et 10)
  - The Sticky (2024) : Bo Radley (épisodes 5 et 6)
- Judith Light dans :
  - The Politician (2019-2020) : Dede Standish (8 épisodes)
  - Manhunt (2020) : Bobi Jewell (saison 2)
  - American Horror Stories (2022) : Virginia Mallow (saison 2, épisode 6)
  - Poker Face (2023) : Irene Smothers (saison 1, épisode 5)
  - Before (en) (2024) : Lynn (mini-série)
- Jeannetta Arnette (en) dans :
  - Sois prof et tais-toi ! (1986-1991) : Bernadette Meara (114 épisodes)
  - New York, unité spéciale (2004) : Sandra Knowles (saison 6, épisode 10)
  - Justified (2014) : Marsha Keyhoe (saison 5, épisodes 1 et 12)
  - Extant (2014) : Anya Sparks (saison 1)
- Patricia Wettig dans :
  - Alias (2002-2004) : Dr Judy Barnett (12 épisodes)
  - Prison Break (2005-2007) : la vice-présidente Caroline Reynolds (18 épisodes)
  - Brothers and Sisters (2006-2011) : Holly Harper (110 épisodes)
  - Dolly Parton's Heartstrings (2019) : Harper Cantrell (épisode 6)
- Anna Chancellor dans :
  - MI-5 (2005-2007) : Juliet Shaw (15 épisodes)
  - Inspecteur Lewis (2011) : Judith Suskin (saison 5, épisode 4)
  - Downton Abbey (2014) : Lady Anstruther (saison 5, épisode 1)
  - That Dirty Black Bag (en) (2022) : Hellen (8 épisodes)
- Linda Hamilton dans :
  - Thief (2006) : Roselyn Moore (mini-série)
  - Chuck (2010-2012) : Mary Bartowski (12 épisodes)
  - Defiance (2014-2015) : Pilar (6 épisodes)
  - Resident Alien (depuis 2021) : la générale Eleanor Wright
- Juliet Stevenson dans :
  - Londres, police judiciaire (2010) : Rachel Callaghan (saison 4, épisode 2)
  - Atlantis (2013-2015) : l'Oracle grec (12 épisodes)
  - Retribution (en) (2016) : Louise Elliot (mini-série)
  - Riviera (2019) : Lady Cassandra Eltham (saison 2)
- Tig Notaro dans :
  - One Mississippi (en) (2015-2017) : Tig (12 épisodes)
  - Bienvenue chez les Huang (2018) : Mme Doris (saison 4, épisodes 13 et 17)
  - Star Trek: Discovery (2019-2024) : le commandeur Jett Reno (19 épisodes)
  - Allô la Terre, ici Ned (en) (2020) : Tig Notaro (épisode 20)
- Alexandra Paul dans :
  - Alerte à Malibu (1992-1997) : Stephanie Holden (92 épisodes)
  - Extrême urgence (en) (1996-1997) : T.K. Martin (7 épisodes)
  - Un privé à Malibu (1997) : Stephanie Holden (saison 2, épisode 19)
- Laurie Metcalf dans :
  - Troisième planète après le Soleil (1998) : Jennifer Ravelli (saison 4)
  - The Big Bang Theory (2007-2018) : Mary Cooper (14 épisodes)
  - The Dropout (2022) : Phyllis Gardner (mini-série)
- Joan Allen dans :
  - The Killing (2014) : le colonel Margaret Rayne (saison 4)
  - Histoire de Lisey (2021) : Amanda Debusher (mini-série)
  - Zero Day (2025) : Sheila Mullen (mini-série)
- Bebe Neuwirth dans :
  - Madam Secretary (2014-2017) : Nadine Tolliver (71 épisodes)
  - Blue Bloods (2017-2019) : Kelly Peterson (2e voix, saisons 8 et 9)
  - The Good Fight (2018 / 2021) : la juge Claudia Friend (saison 2, épisode 6 puis saison 5, épisode 3)
- Pippa Haywood dans :
  - Loaded (2017) : Pam (épisode 4)
  - Feel Good (2020-2021) : Felicity (4 épisodes)
  - Le Régime (2024) : Susan Goin (mini-série)
- Joanna Adler dans :
  - American Crime Story (2018) : Mary Ann Cunanan (saison 2)
  - New Amsterdam (2018) : Faye (saison 1, épisode 4)
  - The Resident (2019-2020) : Dawn Long (saison 3)
- Harriet Walter dans :
  - Black Earth Rising (en) (2018) : Eve Ashby (mini-série)
  - Killing Eve (2020) : Dasha (saison 3)
  - Silo (depuis 2023) : Martha Walker
- Amanda Pays dans :
  - Flash (1990-1991) : Christina « Tina » McGee (22 épisodes)
  - Flash (2014-2016) : Christina « Tina » McGee (5 épisodes)
- Mira Furlan dans :
  - Babylon 5 (1993-1998) : Delenn (111 épisodes)
  - Lost : Les Disparus (2004-2010) : Danielle Rousseau (20 épisodes)
- Patricia Heaton dans :
  - The Middle (2009-2018) : Frances « Frankie » Heck (215 épisodes)
  - Frasier (série télévisée, 2023) (en) (2024) : Holly (saison 2)
- Iris Berben dans :
  - Rosa Roth (de) (1994-2013) : Rosa Roth (31 épisodes)
  - La Maison allemande (de) (2023) : Dr Rachel Cohen (mini-série)
- Mary McDonnell dans : 
  - Major Crimes (2012-2018) : la capitaine Sharon Raydor (105 épisodes)
  - La Chute de la maison Usher (2023) : Madeline Usher (mini-série)
- Amanda Root dans :
  - DCI Banks (2012) : Mary Rothwell
  - Mon petit renne (2024) : Elle Dunn
- Melissa Leo dans :
  - I'm Dying Up Here (2017-2018) : Goldie Herschlag (20 épisodes)
  - I Know This Much Is True (2020) : Concettina « Ma » Birdsey (mini-série)
- Michelle Fairley dans :
  - The White Princess (2017) : comtesse Margaret Beaufort (mini-série)
  - La Reine Charlotte : Un chapitre Bridgerton (2023) : la princesse Augusta (mini-série)
- Sakina Jaffrey dans :
  - Prodigal Son (2019) : Dr Helen Brown (saison 1, épisode 3)
  - Perdus dans l'espace (2019) : le capitaine Kamal (saison 2)
- Zoë Wanamaker dans :
  - Killing Eve (2019) : Helen Jacobson (saison 2, épisode 4)
  - Shadow and Bone : La Saga Grisha (2021-2023) : Baghra Morozova (11 épisodes)
- Margarita Rosa de Francesco dans :
  - Les Périls de l'amour (2019) : Martina Gaiani
  - Voyage au centre de la Terre (es) (2023) : Pola
- Kerry Cahill dans :
  - Chicago Police Department (2020) : le sergent Marie Stilman (saison 7, épisode 13)
  - The Thing About Pam (2022) : Carol Alford (mini-série)
- Carmen Maura dans :
  - Quelqu'un doit mourir (2020) : Amparo Falcón, la mère de Gregorio (mini-série)
  - La Terre des femmes (2024) : Julia
- Julia Louis-Dreyfus dans :
  - Falcon et le Soldat de l'hiver (2021) : Valentina Allegra de Fontaine (mini-série)
  - Secret Invasion (2023) : Valentina Allegra de Fontaine (mini-série)

- 1976-2011 : Des jours et des vies : Dr Marlena Evans Black (Deidre Hall)
- 1986 : Dona Beija : Dona Beija (Maitê Proença)
- 1996-1997 : Hartley, cœurs à vif : Rhonda « Ronnie » Brooks (Deni Gordon (en))
- 1997-1999 : Chérie, j'ai rétréci les gosses : Fran (Petrea Burchard (en))
- 1997 : Buffy contre les vampires : Nathalie French (Musetta Vander) (saison 1, épisode 4)
- 1999 : Ryan Caulfield : Rachel Caulfield (Brenda Bakke)
- 2002-2003 : Odyssey 5 : Cynthia Hodge (Sonja Smits)
- 2004 : Stargate SG-1 : Sara (Mikka Dargel) (saison 7, épisode 20)
- 2005-2006 : Desperate Housewives : Tish Atherton (Jill Brennan) (3 épisodes)
- 2006 : Ghost Whisperer : Jean Godfrey (Wendy Makkena) (saison 2, épisode 5)
- 2006-2014 : Psych : Enquêteur malgré lui : le chef Karen Vick (Kirsten Nelson)
- 2008 : Cashmere Mafia : Blair Spillman (Randy Graff) (épisode 6)
- 2013-2017 : Reign : Le Destin d'une reine : Catherine de Médicis (Megan Follows)
- 2013 : Body of Proof : Susan Hart (Betsy Brandt) (saison 3, épisode 5)
- 2014 : Downton Abbey : Lady Anstruther (Anna Chancellor) (saison 5, épisode 1)
- 2014-2016 : House of Cards : Jacqueline Sharp (Molly Parker)
- 2015 : Zoo : Elizabeth (Bess Armstrong)
- 2015-2019 : Unbreakable Kimmy Schmidt : Lillian Kaushtupper (Carol Kane)
- 2016 : Shoot the Messenger (en) : Mary Fowler (Alex Kingston)
- 2016-2019 : La Folle Aventure des Durrell : Lugaretzia (Anna Savva (en)) (26 épisodes)
- 2017 : Les Mystères de Londres : la sœur Grace (Simone Kirby (en))
- 2017 : Les Sept Vérités : l'inspecteur Staszic (Sarah Peirse)
- 2018 : Si je ne t'avais pas rencontrée : Maria (Montse Guallar (es))
- 2019 : The I-Land : Dr Stevenson (Margaret Colin) (mini-série)
- 2019 : Comment élever un super-héros : Charlotte Tuck (Deirdre Lovejoy) (saison 1)
- 2019 : Emergence : Maria Wilkis (Tamara Tunie) (saison 1, épisodes 6 et 7)
- 2019-2021 : Élite : Sandra López Gallego (Eva Llorach) (19 épisodes)
- 2019-2024 : Evil : Sheryl Luria (Christine Lahti) (39 épisodes)
- 2020 : The Gloaming (en) : Eileen McGinty (Anni Finsterer (en))
- 2020 : Coup pour coup (es) : ? (?) (mini-série)
- 2020-2021 : Blood and Water : la principale Nicole Daniels (Sandi Schultz)
- 2021 : Dr Harrow : Mila Zoric (Diana Glenn (en)) (saison 3)
- 2021 : Rebel : Dr Gloria Cortez (Elena Campbell-Martinez) (épisode 4)
- 2021 : Cowboy Bebop : Woodcock (Carmel McGlone)
- 2021 : Dopesick : Cynthia McCormick (Rebecca Wisocky) (mini-série)
- 2021 : American Crime Story : Linda Tripp (Sarah Paulson) (2e voix, saison 3)
- 2022 : The Guardians of Justice : Addison Walker (Jane Seymour)
- 2022 : Infiniti : Lydia Joukovskaïa (Karina Arutyunyan) (mini-série)
- 2022 : Forecasting Love and Weather : Bae Soo-ja (Kim Mi-kyung (en))
- 2022 : The Baby (en) : Mme Eaves (Amira Ghazalla)
- 2022 : Sandman : Erica (Meera Syal) (saison 1, épisode 3)
- 2022 : Machos alfa : Inma (Inma Ochoa)
- 2022 : The Righteous Gemstones : Lynette, la mère de BJ (Harley Jane Kozak) (saison 2, épisodes 4 et 9)
- 2022 : Minx : Victoria Hartnett (Hope Davis) (saison 1, épisode 8)
- 2022-2023 : S.W.A.T. : Maggie Walker (Kristin Carey) (saison 5, épisode 18 et saison 6, épisode 18)
- 2023 : La Diplomate : Frances Munning (Penny Downie)
- 2023 : Valeria : Puri [Qui ?]
- 2023 : Une famille presque normale (sv) : Hanna Lejon (Karin Lithman (sv)) (mini-série)
- 2024 : Un jour : Helen Cope (Joely Richardson) (mini-série)
- 2024 : A Killer Paradox (en) : ? (?)
- 2024 : The Signal : Friederike (Meret Becker) (mini-série)
- 2024 : Tracker : Mary Dove Shaw (Wendy Crewson)
- 2024 : Skeleton Crew : Kh'ymm (Alia Shawkat) (voix)
- 2025 : Chair de poule : Kathryn Bosco (Mariette Booth) (saison 2, épisode 4)
- 2025 : La Roturière : Dagny Haraldsen (Anneke von der Lippe)
- depuis 2025 : Les Feux de l’amour : Ashley Abbott (Eileen Davidson) (2ème voix)

#### Séries d'animation
- 1968-1969[n 7] : Les Aventures de Batman : Selina Kyle / Catwoman
- 1987 : Starcom : Malbana
- depuis 1989 : Les Simpson : Marge Simpson, Patty et Selma Bouvier, Jackie Bouvier
- 1992 : Inspecteur Poisson : Angel
- 1992-1994 : Batman : Pamela Isley / Poison Ivy, Selina Kyle / Catwoman, Veronica Vreeland
- 1992-1995 : Taz-Mania : Jean Diable de Tasmanie (la mère de Taz), Mathilda (la mère de Bob)
- 1994-1996 : Aladdin : Mirage
- 1994-1999 : Mais où se cache Carmen Sandiego ? : Carmen Sandiego
- 1995-1996 : Gargoyles, les anges de la nuit : Démona
- 1996-2000 : Superman, l'Ange de Metropolis : Lois Lane
- 1997 : The Adventures of Sam and Max: Freelance Police : voix additionnelles
- 1997-1999 : Batman, les nouvelles aventures : Selina Kyle / Catwoman
- 1998 : Hercule : Thespis
- 2000-2003 : Norman Normal : Edith Stone (la mère de Norman)
- 2001 : Les Nouvelles Aventures de Lucky Luke : Ma Dalton (création de voix)
- 2001-2005 : Totally Spies! : Géraldine Husk (1re voix) (saison 2, épisode 16) / Éléonore (saisons 2-3)
- 2002-2006 : Jimmy Neutron : Mrs Fowl et mamie Neutron
- 2005 : Toupou : la mère de Norton (création de voix)
- 2005-2008 : Avatar, le dernier maître de l'air : Lo et Li, Hama
- 2005-2017 : Mes parrains sont magiques : Mama Cosma, mère de Mark Chang, la directrice Géraldine Waxelplax et la narratrice
- 2006 : La Ligue des justiciers : Tala
- 2008-2011 : Super Bizz ! : Hilary Higgenbottom
- 2010-2011 : Captain Biceps : Raymonde et la Guêpe (création de voix)
- 2010-2013 : Planet Sheen : la maman de Doopy
- 2011 : Les As de la jungle : Marla, Melina, Marina et voix additionnelles (création de voix)
- 2011 : Batman : L'Alliance des héros : Lois Lane et Hippolyta
- 2012 : Star Wars: The Clone Wars : la reine Miraj Scintel (épisodes 78 et 79)
- 2014 : Les Griffin : Marge Simpson (saison 13, épisode 1)
- 2016-2018 : La Ligue des justiciers : Action : Lois Lane
- 2018 : Animals (en) : Chompy
- 2018-2020 : Our Cartoon President (en) : Nancy Pelosi
- 2019-2021 : Bless the Harts (en) : Betty Hart
- 2020-2021 : Solar Opposites : Mme Frankie
- 2021 : L'Épopée temporelle : la mère de Thomas et voix additionnelles (création de voix)
- 2021 : What If...? : Frigga (saison 1, épisode 7)
- 2022 : Le Cuphead Show ! : Baronne Von Bon Bon et Sally Stageplay
- 2023 : Lance Dur : Biste (création de voix)
- 2023 : Carol et la fin du monde (en) : Kathleen, la responsable des ressources humaines[n 8]
- 2024 : Monstres et Cie : Au travail : Marilyn[n 9] (saison 2)
- depuis 2024 : Dandadan : Seiko Ayase (version ADN)
- 2025 : Wind Breaker : Yui Itō (saison 2)

### Documentaires
- 2009 : Simpson, les 20 ans (W9)
- 2012 : La Fabuleuse Machine d'Anticythère (Arte)
- 2013 : Les Romanov, histoire d'une dynastie (Histoire TV)
- 2014 : L'Énigme de la fausse momie (Arte)
- 2014 : Netwars - La guerre du net (Arte)
- 2019 : Religieuses abusées, l’autre scandale de l’Église (Arte)
- 2019 : 39-45 : L'Histoire des bases sous-marines (RMC Découverte)
- 2019 : Goulag(s) document Infrarouge de Michaël Prazan (France 2)
- 2019 : D-Day les ailes de la victoire de Sophie Jaubert et Fabrice Gardel, (RMC Découverte et France 3 Normandie)
- 2019 : Apollo 11 : retour vers la Lune de Charles-Antoine de Rouvre (France Télévisions)
- 2019 : Un héros américain : L’histoire de Colin Kaepernick de Jobst Knigge et Annebeth Jacobsen (Arte)
- 2020 : Elle s’appelait Grace Kelly de Serge de Sampigny (France 3).
- 2020 : Les Liaisons scandaleuses de Priscilla Pizzato (Arte)
- 2020 : Syrie, les dessous du conflit d’Andrzej Klamt et Manhal Arroub (Arte)
- 2020 :  Leni Riefenstahl - La Fin d'un mythe de Michael Kloft (Arte)
- 2020 : La case du siècle - Secrets d'ambassades, Berlin 1933-1939 de Pierre-Olivier François (France Télévisions)
- 2021 : Le Monde selon Modi, la nouvelle puissance indienne de Sophie Lepault (Arte)
- 2021 : Ex-Yougoslavie - Les Procès du Tribunal pénal international - 1) Les Crimes - 2) Les Sanctions de Lucio Mollica (Arte)

### Fictions audio
- 2017 : L'Épopée temporelle : Mère de Thomas/Cléopâtre
- 2017 : X-Files, 1re partie (X-Files : Les Nouvelles Affaires non classées 1), Audiolib : Monica Reyes
- 2018 : X-Files, 2e partie (X-Files : Les Nouvelles Affaires non classées 2), Audiolib : Monica Reyes

### Jeux vidéo
- 1998 : La Panthère rose 2 : Destination mystère : Nathan, Madame Dentdure, Madame Sushiki, Josette Pazentoc, voix additionnelles
- 2003 : The Simpsons: Hit and Run : Marge
- 2005 : Bob l'éponge et ses amis : Un pour tous, tous pour un ! : Wanda
- 2007 : Les Simpson, le jeu : Marge
- 2008 : Tomb Raider: Underworld : Jacqueline Natla
- 2010 : Final Fantasy XIV : Hydaelyn et Venat
- 2010 : God of War III : Héra
- 2011 : Uncharted 3: L'Illusion de Drake : Katherine Marlowe
- 2012 : The Elder Scrolls V: Dawnguard : Valerica
- 2013 : Dead Space 3 : voix additionnelles
- 2013 : Sly Cooper : Voleurs à travers le temps : Miss Décibel
- 2014 : Infamous: Second Son : Augustine
- 2014 : Infamous: First Light : Augustine
- 2015 : Bloodborne : La vieille femme / Yharnamite
- 2015 : Fallout 4 - Far Harbor : Cassie Dalton
- 2016 : Uncharted 4: A Thief's End : Katherine Marlowe (multijoueur uniquement)
- 2016 : Dishonored 2 : Breanna Ashworth
- 2017 : Prey : Sarah Elazar
- 2018 : Detroit: Become Human : Rose Chapman
- 2018 : Thronebreaker: The Witcher Tales : Isbel de Hagge
- 2018 : World of Warcraft: Battle for Azeroth : Katherine Portvaillant
- 2018 : Assassin's Creed Odyssey : voix additionnelles
- 2019 : Mortal Kombat 11 : Jade
- 2019 : Blacksad: Under the Skin : Mary Purnell, Mme Colbert/Eva Velasquez, Secrétaire de Thorpe
- 2019 : Wolfenstein: Youngblood : Juju
- 2019 : Rage 2 : voix additionnelles
- 2019 : Age of Empires II: Definitive Edition : voix additionnelles (DLC Dynasties of India)
- 2020 : Watch Dogs: Legion : Emma Child
- 2021 : Final Fantasy XIV: Endwalker : Hydaelyn et Venat
- 2021 : New World : divers personnages
- 2022 : Marvel's Midnight Suns : Caretaker
- 2023 : Hogwarts Legacy : L'Héritage de Poudlard : Sirona Ryan
- 2023 : Diablo IV : Lilith
- 2024 : Star Wars Outlaws : Rooster Trace

### Direction artistique
Séries d'animation
- 2002-2006 : Jimmy Neutron (avec Françoise Blanchard)
- 2005-2008 : Avatar, le dernier maître de l'air
- 2010-2013 : Planet Sheen

Téléfilm
- 2013 : Le Candidat de mon cœur